# 必才
必才，俗称必才和尚或必才法师，中国元朝时期天台宗高僧。俗姓屈，字大用，祖籍宁海（今浙江宁海县），另说临海人。

## 生平
父亲屈哲，是南宋末年宁海县的儒生。母亲赵氏虔诚向佛。必才诞生前母亲赵氏有异梦。必才儿时有异才，刚学会说话就能背诵《孝经》。七岁能作文作诗，而且行文流畅，韵律和谐，在宁海被视为神通。
早年从学于天台宗的瞿法师，在浙江报恩寺剃度出家。十六岁出行，云游四方。先后从学于湛堂法师、玉冈润法师。
元泰定元年（1324年），必才继玉冈润法师之后住持德藏寺。元顺帝至正二年（1342年），必才赴杭州住持兴福寺。元泰定二年（1325年），住持演福寺。元朝大臣多信佛教，向他讨教佛理。
必才坐化时享年六十八岁，入佛门已有五十六年。火化时舌与牙不坏。元顺帝特赐“佛鉴圆照”称号。

## 佛学著作
- 《妙玄文句止观》
- 《增治助文》
- 《法华涅槃讲义》
- 《章安荆溪法治礼文诗偈》